# ムンダン語
ムンダン語（ムンダンご、英: Mundang language）は、ニジェール・コンゴ語族のムブム諸語に属する言語である。話者はチャド南部、カメルーン北部に分布する。

## 言語名別称
- Kaele
- Moundan
- Moundang
- Nda

## 方言
- Kiziere (mua-kiz)
- Gelama (mua-gel)
- Imbana (mua-imb)